# Burg Grimmenstein (Gotha)

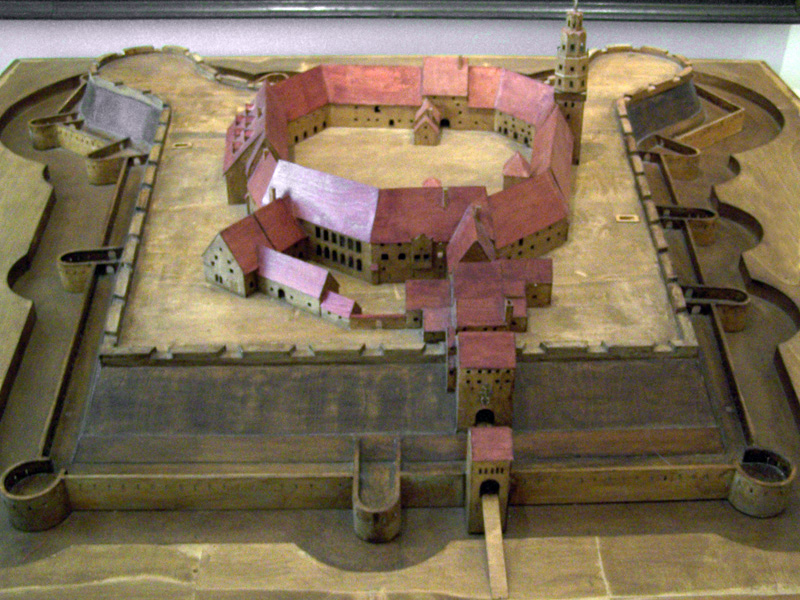
Rekonstruktionsmodell des Renaissanceschlosses und der Festung Grimmenstein

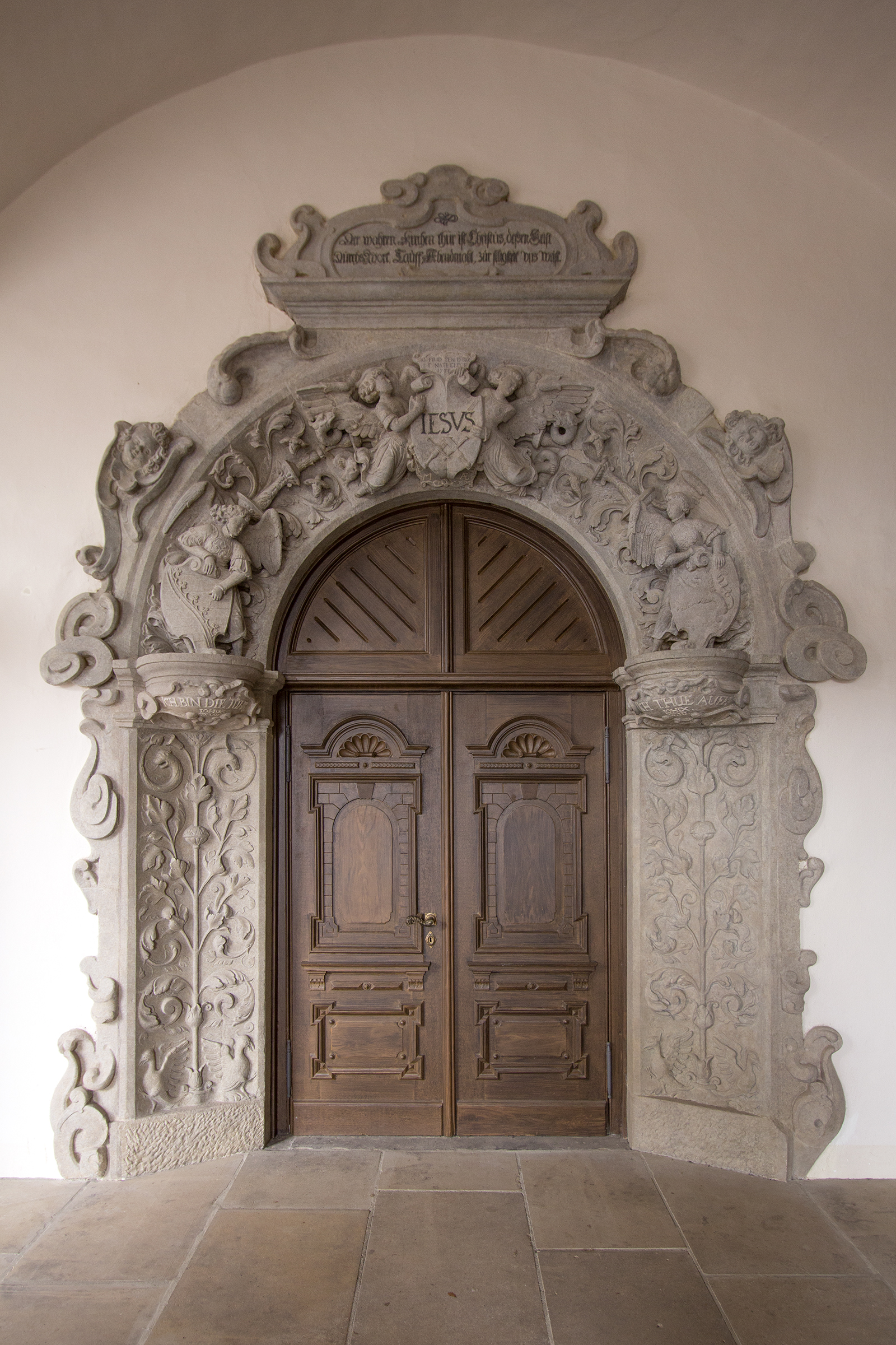
Portal der Schlosskirche von Schloss Friedenstein (Bildhauer Simon Schröter, 1553)

Die Burg Grimmenstein war eine Höhenburg vermutlich aus dem 11. Jahrhundert. Im 16. Jahrhundert wurde diese durch ein Renaissanceschloss samt Festung ersetzt, welche 1567 geschleift wurden. An gleicher Stelle steht bis heute das im 17. Jahrhundert errichtete Schloss Friedenstein in Gotha.

## Geschichte
Erstmals erwähnt wird die Burg Grimmenstein im Jahr 1215. Der Hauptzweck der Burg bestand zunächst in der Sicherung der mittelalterlichen Reichsstraße Via Regia, die vom Rhein bis nach Schlesien hier vorbeiführte. Daneben diente sie im 13. und 14. Jahrhundert als Sitz der Thüringer Landgrafen Albrecht und Balthasar. Die im 16. Jahrhundert errichtete Festung war ähnlich der Veste Coburg konzipiert.
1526 wurde auf dem Grimmenstein durch Kurfürst Johann von Sachsen und Landgraf Philipp I. von Hessen der Ursprungsvertrag zum Torgauer Bund zwischen Hessen und Kursachsen als erster protestantischer Vereinigung unterzeichnet. Mit der Bildung des Schmalkaldischen Bundes, dem auch Kursachsen, jetzt unter Johann Friedrich dem Großmütigen, angehörte, wurde die Burg nach dem neuesten Stand des Fortifikationswesens erweitert und verstärkt und so zur Hauptfestung der Protestanten in Mitteldeutschland. Sie spielte eine wichtige Rolle in den Auseinandersetzungen mit dem katholischen Kaiser Karl V.
Mit dem Sieg der kaiserlichen Truppen in der Schlacht bei Mühlberg 1547 wurde der Schmalkaldische Krieg entschieden und Johann Friedrich, über den bereits 1546 die Reichsacht verhängt worden war, gefangen genommen. Infolge der daraufhin unterzeichneten Wittenberger Kapitulation wurde auf kaiserlichen Befehl der Feldherr Lazarus von Schwendi damit beauftragt, die Festung Grimmenstein zu entwehren. Am 1. Juni 1547 wurden mit militärischer Präzision durch 700 Soldaten der Burgturm gesprengt, die Rondelle abgetragen und vier Breschen in die Festungswälle geschlagen. Die Wohn- und Garnisonsgebäude im Innern der Anlage blieben jedoch erhalten.
Herzog Johann Friedrich der Mittlere, Sohn des Kurfürsten Johann Friedrich I., übernahm nach der Schlacht bei Mühlberg und der Gefangennahme seines Vaters zusammen mit seinem Bruder Johann Wilhelm die Verwaltung der ernestinischen Länder und wurde nach dem Tod seines Vaters 1554 im Einvernehmen mit seinen Geschwistern alleiniger Regent der ernestinischen Besitzungen. Seine Residenz bezog er auf dem Grimmenstein, der seit 1552 mit kaiserlicher Erlaubnis wieder neu befestigt und ausgebaut worden war. Johann Friedrich war bestrebt, die durch die Wittenberger Kapitulation verloren gegangene Kurwürde zurückzugewinnen. Er bediente sich dazu der Hilfe des einflussreichen fränkischen Ritters Wilhelm von Grumbach. Dieser war mit dem Würzburger Bischof Melchior Zobel von Giebelstadt verfeindet und fand in Johann Friedrich dem Mittleren einen Verbündeten im Kampf gegen den Bischof. Johann Friedrich willigte trotz des umstrittenen Rufes des vom Kaiser geächteten Grumbach in dessen Angebot ein und gab ihm Zuflucht und Schutz in der Festung Grimmenstein. Als Reaktion verhängte der Kaiser auch über den Gothaer Herzog die Reichsacht und verwies Johann Friedrich II. später des Landes.
Im Dezember 1566 führte Kurfürst August von Sachsen ein Reichsaufgebot kaisertreuer Herrscher von 10.000 Fußsoldaten und 6.000 Reitern gegen die Festung Grimmenstein. Wegen der wieder erneuerten Festungsanlagen war eine Stürmung der Stadt nicht möglich, woraufhin eine dreimonatige Belagerung folgte. Getrennt von der Münzstätte Saalfeld blieb der notwendige Geldnachschub aus. Zur Deckung der innerstädtischen Geldausgaben mussten auf dem Grimmenstein eine Münze errichtet und Notklippen geschlagen werden. Schrittweise gaben das Landvolk, das herzögliche Besatzungsheer und schließlich das Stadtvolk den Widerstand auf, sodass am 14. April 1567 Johann Friedrich der Mittlere die Festung für die gegnerischen Truppen öffnen lassen und selbst in kaiserliche Gefangenschaft gehen musste.
Der kaiserliche Feldherr wurde vom Kaiser beauftragt, Gotha unter kaiserliche Verwaltung zu stellen und die Festung Grimmenstein vollständig zu schleifen. Am 23. Juni 1567, bereits zwei Monate nach der Kapitulation, war die Schleifung des Grimmensteins und seiner Wallanlagen abgeschlossen. Eine auf der Spitze des hohen Turmes des Renaissanceschlosses befindliche vergoldete Kupferstatue wurde vorher abgenommen und nach Dresden geschafft. Die Zerstörung war so gründlich, dass das Areal bis zum Bau des neuen Residenzschlosses 1642 nur noch als Weideland genutzt wurde. Vom Grimmenstein blieben (abgesehen von einigen Mauerresten) oberirdisch nur wenige Fragmente erhalten, die vor der Sprengung der Festungsanlagen gesichert worden waren, darunter das Renaissanceportal von 1553 der Schlosskirche, das später als Spolie im Schloss Friedenstein eingebaut wurde. Teile des heutigen Portals, wie die Kämpfersteine und das rahmende Rollwerk, sind Zutaten von 1644. Die heute abschnittsweise zu besichtigenden unterirdischen Kasematten des Schlosses stammen zum Teil noch von der Renaissancefestung, auch der Brunnen und das Brunnenhaus im Schlosshof sind noch zu besichtigende Reste des Grimmensteins.